# New Game!
New Game! (яп. ニューゲーム Ню: Гэ:му, «Новая игра!») — манга-ёнкома Сётаро Токуно, издаваемая в сэйнэн-журнале Manga Time Kirara Carat издательством Houbunsha с января 2013 по август 2021 года. Аниме-адаптация студии Doga Kobo транслировалась в Японии с июля по сентябрь 2016 года. Визуальный роман компании 5pb. был выпущен в январе 2017 года. Премьера второго сезона аниме состоялась в июле 2017 года.

## Сюжет
Недавно окончившая школу Аоба Судзукадзэ устраивается на работу в компанию по производству игр Eagle Jump. Она сразу же начинает работать над продолжением Fairies Story, её любимой игры детства, в качестве дизайнера персонажей. Сюжет манги построен на складывании её взаимоотношений с новыми сослуживцами.

## Персонажи
Аоба Судзукадзэ (яп. 涼風 青葉 Судзукадзэ Аоба)
Сэйю: Юки Такада
Выпускница старшей школы, поступила на работу в компанию Eagle Jump в качестве дизайнера персонажей. Из-за небольшого роста её часто принимают за ученицу средней школы.
Ко Ягами (яп. 八神 コウ Ягами Ко:)
Сэйю: Ёко Хикаса
Глава отдела по дизайну персонажей в Eagle Jump. Проводит много времени в офисе, часто спит там в нижнем белье, выглядит легкомысленной, но в душе очень серьёзна. Была дизайнером в команде разработчиков игры, вдохновившей Аобу на выбор профессии.
Рин Тояма (яп. 遠山 りん То:яма Рин)
Сэйю: Аи Каяно
Художественный директор и глава отдела по проработке задников. Близкая подруга Ко.
Хифуми Такимото (яп. 滝本 ひふみ Такимото Хифуми)
Сэйю: Мэгуми Ямагути
Дизайнер персонажей. Застенчивая девушка, предпочитающая общение по электронной почте живому. Держит домашнего ежа Содзиро, тайно увлекается косплеем.
Юн Иидзима (яп. 飯島 ゆん Иидзима Юн)
Сэйю: Аюми Такэо
Дизайнер персонажей, в основном занимается монстрами и готической одеждой. Имеет младших брата и сестру.
Хадзимэ Синода (яп. 篠田 はじめ Синода Хадзимэ)
Сэйю: Мэгуми Тода
Моделлер движений, работает в кубикле отдела по дизайну персонажей, потому что ей не хватило рабочего места в отделе анимации. Любит боевые фильмы, хранит много муляжей оружия.
Умико Ахагон (яп. 阿波根 うみこ Ахагон Умико)
Сэйю: Титосэ Моринага
Программист, часто жалуется, когда ей приходится исправлять ошибки. Стесняется своей фамилии. Фанатка всего милитаристического, на рабочем месте держит оружие для страйкбола.
Нэнэ Сакура (яп. 桜 ねね Сакура Нэнэ)
Сэйю: Мадока Асахина
Школьная подруга Аобы, учащаяся в университете. На летних каникулах устраивается в Eagle Jump на полставки тестировщиком, постепенно всё более заинтересовываясь программированием.
Сидзуку Хадзуки (яп. 葉月 しずく Хадзуки Сидзуку)
Сэйю: Эри Китамура
Глава команды по работе над игрой, без ума от милых девочек, из-за чего её отдел абсолютно женский. Имеет кота по имени Модзуку.
Вако Кристина Ямато (яп. 大和・クリスティーナ・和子 Ямато Курисути:на Вако)
Сэйю: Каори Надзука
Продюсер в Eagle Jump.
Момидзи Мотидзуки (яп. 望月 紅葉 Мотидзуки Момидзи)
Сэйю: Ариса Судзуки
Девушка, которая присоединяется к Eagle Jump в качестве графика через год после начала событий.
Цубамэ Наруми (яп. 鳴海 ツバメ Наруми Цубамэ)
Сэйю: Хитоми Овада
Девушка, которая присоединяется к Eagle Jump в качестве программиста через год после начала событий.
Хотару Хосикава (яп. 星川 ほたる Хосикава Хотару)
Сэйю: Манака Ивами
Школьная подруга Аобы и Нэнэ, состоявшая также в школьном клубе изобразительного искусства.
Тинацу Хидака (яп. 日高 ちなつ Хидака Тинацу)
Учитель в старшей школе Аобы и Нэнэ. Она является куратором клуба изобразительного искусства, хотя и не имеет навыков рисования, предпочитая бейсбол.

## Медиа-издания

### Манга
Манга Сётаро Токуно выпускалась в журнале Manga Time Kirara издательства Houbunsha с 28 января 2013 по 27 августа 2021 года. Первый том в формате танкобона вышел 27 февраля 2014 года, последний, тринадцатый, — 27 сентября 2021 года. Пятый том-предыстория с подзаголовком The Spinoff! вышел 27 июля 2016 года.

#### Список томов
| №  | Дата публикации       | ISBN                   |
| -- | --------------------- | ---------------------- |
| 1  | 27 февраля 2014 года  | ISBN 978-4-832-24414-6 |
| 2  | 27 марта 2015 года    | ISBN 978-4-8322-4546-4 |
| 3  | 27 января 2016 года   | ISBN 978-4-8322-4656-0 |
| 4  | 27 июля 2016 года     | ISBN 978-4-8322-4720-8 |
| 5  | 27 июля 2016 года     | ISBN 978-4-8322-4721-5 |
| 6  | 27 июня 2017 года     | ISBN 978-4-8322-4847-2 |
| 7  | 27 марта 2018 года    | ISBN 978-4-8322-4929-5 |
| 8  | 22 октября 2018 года  | ISBN 978-4-8322-4986-8 |
| 9  | 27 июня 2019 года     | ISBN 978-4-8322-7101-2 |
| 10 | 27 января 2020 года   | ISBN 978-4-8322-7153-1 |
| 11 | 27 августа 2020 года  | ISBN 978-4-8322-7209-5 |
| 12 | 26 марта 2021 года    | ISBN 978-4-8322-7262-0 |
| 13 | 27 сентября 2021 года | ISBN 978-4-8322-7306-1 |

### Аниме
Аниме-адаптация студии Doga Kobo, состоящая из 12 серий, транслировалась в Японии с 4 июля по 19 сентября 2016 года. Серия в формате OVA доступна для купивших все 6 Blu-ray/DVD изданий, которые выпускались с 28 сентября 2016 года по 24 февраля 2017 года. Опенинг и эндинг соответственно — «Sakura Skip» (яп. SAKURAスキップ Сакура Сукиппу) и «Now Loading!!!» группы Fourfolium (Юки Такада, Мэгуми Ямагути, Аюми Такэо, Мэгуми Тода). Второй сезон аниме под названием New Game!! начал транслироваться 11 июля 2017 года. Опенинг — «Step by Step Up ↑↑↑↑», а эндинги — «Jumpin' Jump Up!!!!» по пятую серию и «Yumeiro Compass» (яп. ユメイロコンパス Юмэиро компасу) с шестой серии, все в исполнении Fourfolium.

#### Список серий
| New Game! | New Game! | New Game!             |
| №         | Название | Дата выпуска          |
| --------- | --- | --------------------- |
|           | |                       |
| 1         | Я действительно чувствую, что устроилась в компанию! «Нандака хонто ни ню:сясита кибун дэсу!» (なんだかホントに入社した気分です！)                                            | 4 июля 2016 года      |
| 2         | Корпоратив с алкоголем для взрослых... «Корэ га отона но номикай...» (これが大人の飲み会......)                                                                               | 11 июля 2016 года     |
| 3         | Что будет, если я опоздаю? «Тикокуситара до: нару н даро:» (遅刻したらどうなるんだろう)                                                                                       | 18 июля 2016 года     |
| 4         | Первая... зарплата... «Хадзимэтэ но... Окю:рё:...» (初めての...お給料...) | 25 июля 2016 года     |
| 5         | Столько нужно оставаться на ночь? «Сонна ни томарикому н дэсу ка?» (そんなに泊まり込むんですか？)                                                                             | 1 августа 2016 года   |
| 6         | Выпуск... перенесён? «Хацубай...Тю:си то ка?» (発売...中止とか?) | 8 августа 2016 года   |
| 7         | Хорошо обучай новых работников «Синдзин но кё:ику ва сиккариситэ кудасай» (新人の教育はしっかりしてください)                                                                  | 15 августа 2016 года  |
| 8         | Летние каникулы!!! «Нацуясуми дааа!!» (夏休みだああ!!) | 22 августа 2016 года  |
| 9         | Нужно ли ходить на работу? «Сюккин ситя икэнай н дэсу ка?» (出勤しちゃいけないんですか？)                                                                                     | 29 августа 2016 года  |
| 10        | «Штатный сотрудник» — лазейка в законе, чтобы платить меньше... «Сэйсяин ттэ о-кю:рё: о ясуку суру тамэ но хо: но нукэана...» (正社員ってお給料を安くするための法の抜け穴...) | 5 сентября 2016 года  |
| 11        | Вчера картинки из игры слили в интернет! «Ри:ку гадзо: га кино:, нэтто ни дэтэмасита ё!» (リーク画像が昨日, ネットに出てましたよ!)                                            | 12 сентября 2016 года |
| 12        | Одна мечта сбылась! «Хитоцу юмэ га канаймасита!» (一つ夢が叶いました!) | 19 сентября 2016 года |
| OVA       | Мой первый отпуск... «Ватаси, сяинрёко: ттэ хадзимэтэ нано дэ…» (私、社員旅行って初めてなので…)                                                                               | 31 марта 2017 года    |

| New Game!! | New Game!! | New Game!!            |
| №          | Название | Дата выпуска          |
| ---------- | --- | --------------------- |
|            | |                       |
| 1          | Я показала тебе, что меня возмущает «Хадзукаси: токоро о мирарэтэсимаймасита……» (恥ずかしいところを見られてしまいました……) | 11 июля 2017 года     |
| 2          | Это всё просто превращается в косплей! «Корэ дзя: тада но косупурэ да ня:!» (これじゃあただのコスプレだにゃー！)           | 18 июля 2017 года     |
| 3          | Ох, мне так стыдно! «……У:, хадзукаси:!» (……うー、恥ずかしい！)                                                             | 25 июля 2017 года     |
| 4          | Насколько глупой… ты можешь быть? «Коно… Нибутин мэ!» (この…にぶちんめ！)                                                  | 1 августа 2017 года   |
| 5          | Эй, не трогай меня там! «Я, хэн на токо саваранайдэ ё!» (や、変なとこ触らないでよ！)                                       | 8 августа 2017 года   |
| 6          | О… это потрясающе… «Аа… Сугой наа…» (あぁ……すごいなあ……)                                                                   | 15 августа 2017 года  |
| 7          | Я чувствую очень пристальный взгляд «Сугоку ацуй сисэн о кандзиру» (凄く熱い視線を感じる)                                  | 22 августа 2017 года  |
| 8          | Говорю тебе, я хочу мэйд-кафе «Мэйдо кисса га ий то итта н да ё» (メイド喫茶がいいと言ったんだよ)                          | 29 августа 2017 года  |
| 9          | Хоть рубашку надень! «Сяцу курай кина ё!» (シャツくらい着なよ！)                                                           | 5 сентября 2017 года  |
| 10         | Реальность постепенно истончается «Дондон риарити га усукунаттэику н да ё» (どんどんリアリティが薄くなっていくんだよ)      | 12 сентября 2017 года |
| 11         | Например, что у тебя на сердце «Кокоро ни наника какаэтэру но ка» (心になにか抱えてるのか)                                 | 19 сентября 2017 года |
| 12         | Обязательно купите! «Дзэхи каттэ кудасай нэ!» (ぜひ買ってくださいね！)                                                     | 26 сентября 2017 года |

### Игра
Визуальный роман под названием New Game!: The Challenge Stage компании 5pb. вышел в Японии 26 января 2017 года для платформ PlayStation 4 и PlayStation Vita.